# Lipnice nad Sázavou
Lipnice nad Sázavou (en allemand : Lipnitz an der Sasau) est une ville du district de Havlíčkův Brod, dans la région de Vysočina, en Tchéquie. Sa population s'élevait à 654 habitants en 2020.

## Géographie
Lipnice nad Sázavou se trouve à 7 km au sud de Světlá nad Sázavou, à 13 km à l'ouest de Havlíčkův Brod, à 27 km au nord-ouest de Jihlava et à 87 km au sud-est de Prague.
La commune est limitée par Světlá nad Sázavou au nord, par Krásná Hora à l'est, par Kejžlice au sud, et par Řečice et Dolní Město à l'ouest.

## Histoire
La première mention écrite du village date de 1226.
Lipnica nad Sázavou a retrouvé son statut de ville le 10 septembre 2019.

## Patrimoine
- Le château de Lipnice date du XIVe siècle.

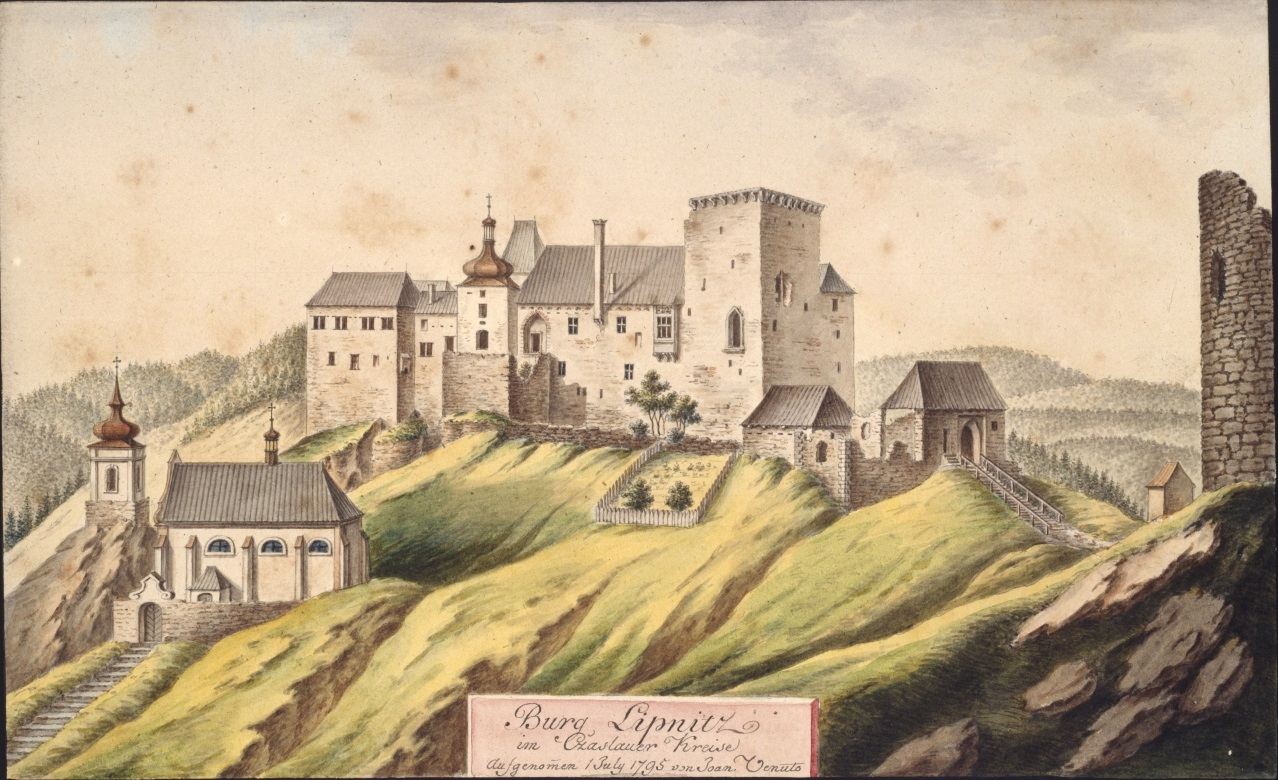
Le château, par Joann Venuto (1795).
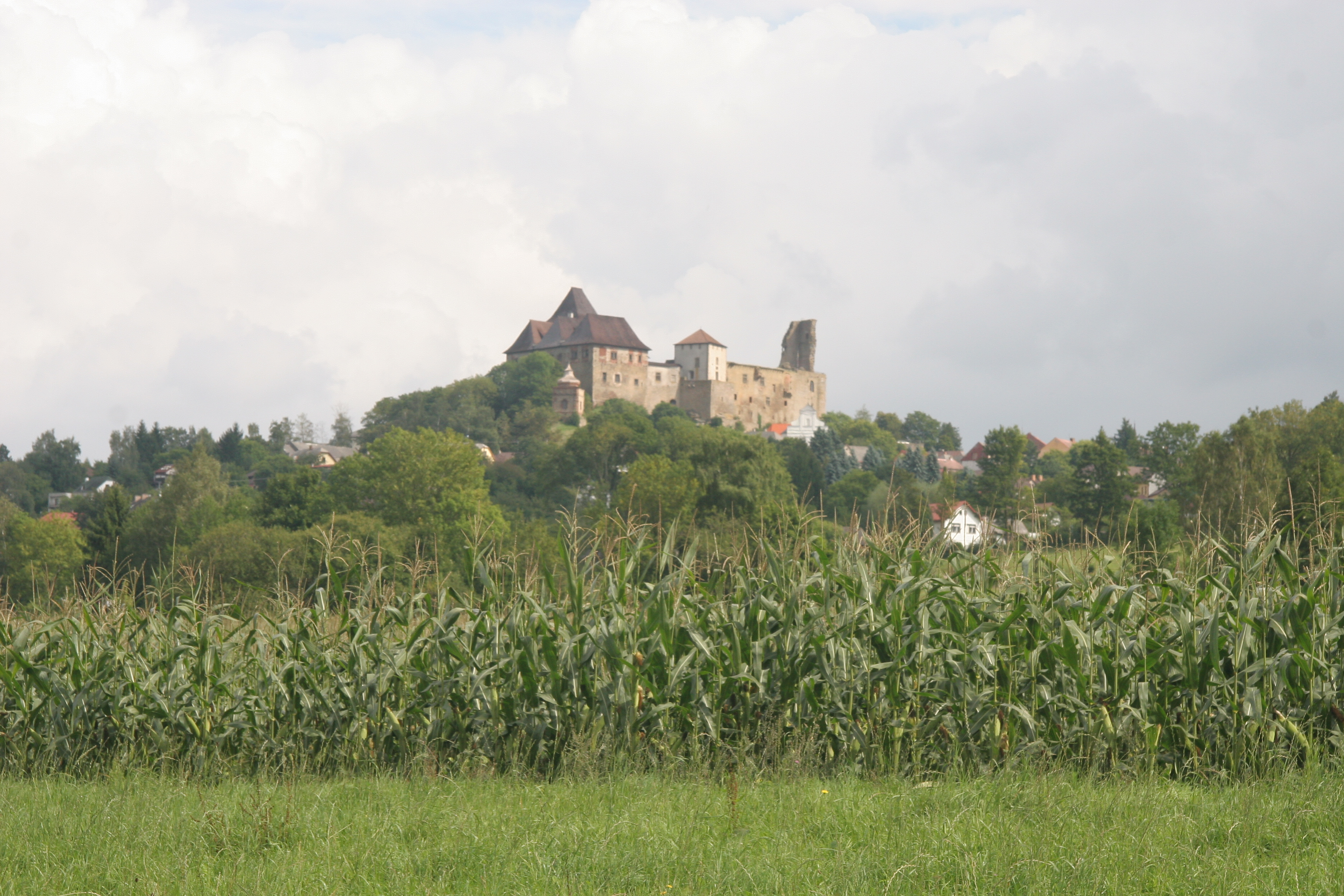
Vue générale du château.
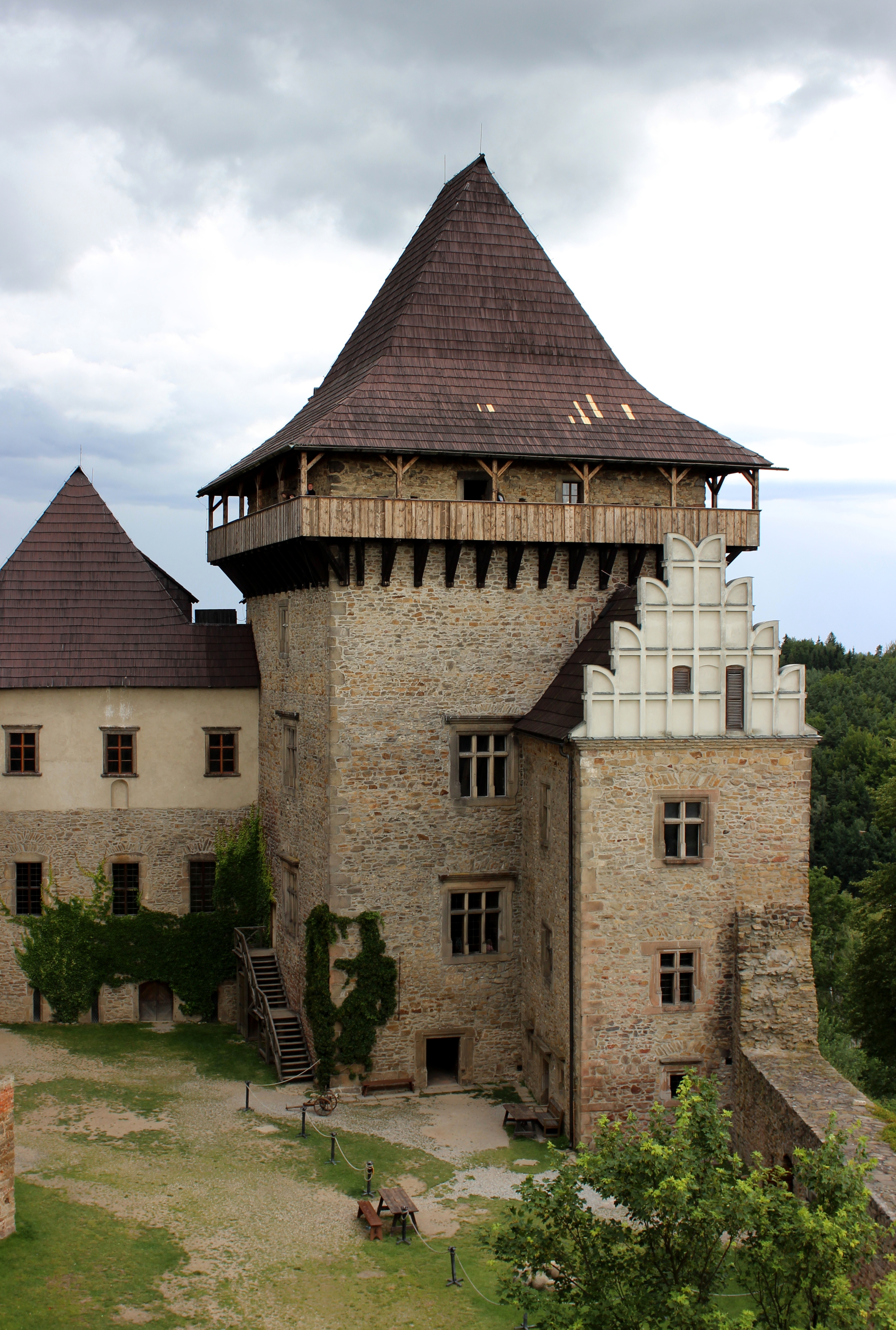
La tour Samson.

- Les trois petites églises de campagnes médiévales dominées par le site du château et datant de la fin du XIVe siècle.

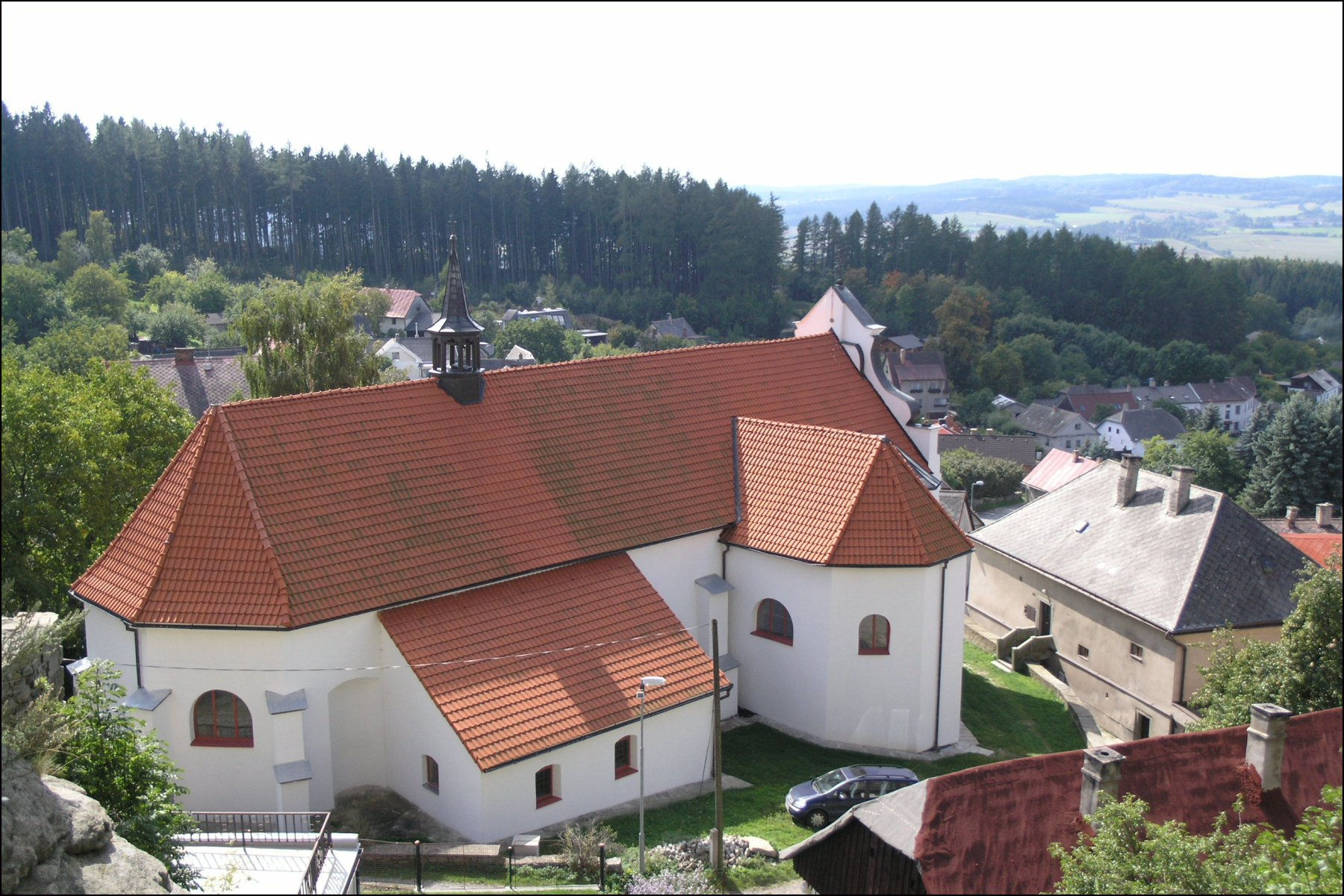
Église Saint-Vitus.

## Personnalité
- Jaroslav Hašek (1883-1923), auteur des aventures du Brave Soldat Chveïk, y passa les dernières années de sa vie et y mourut. Le vieux cimetière de Lipnice abrite sa tombe. L'auberge « A la couronne de Bohême » (U České koruny), où il logeait, possède un petit musée à sa mémoire.